# America's Cup 2010
La 33ª America's Cup si è svolta a Valencia, in Spagna, dall'8 al 14 febbraio 2010 con una serie al meglio delle tre regate, inizialmente programmate rispettivamente l'8, il 10 ed eventualmente il 12 febbraio, in una sfida a due su multiscafi tra il catamarano Alinghi 5 del Defender Alinghi e il trimarano USA 17 di BMW Oracle, vinta da quest'ultimo col punteggio di 2-0.

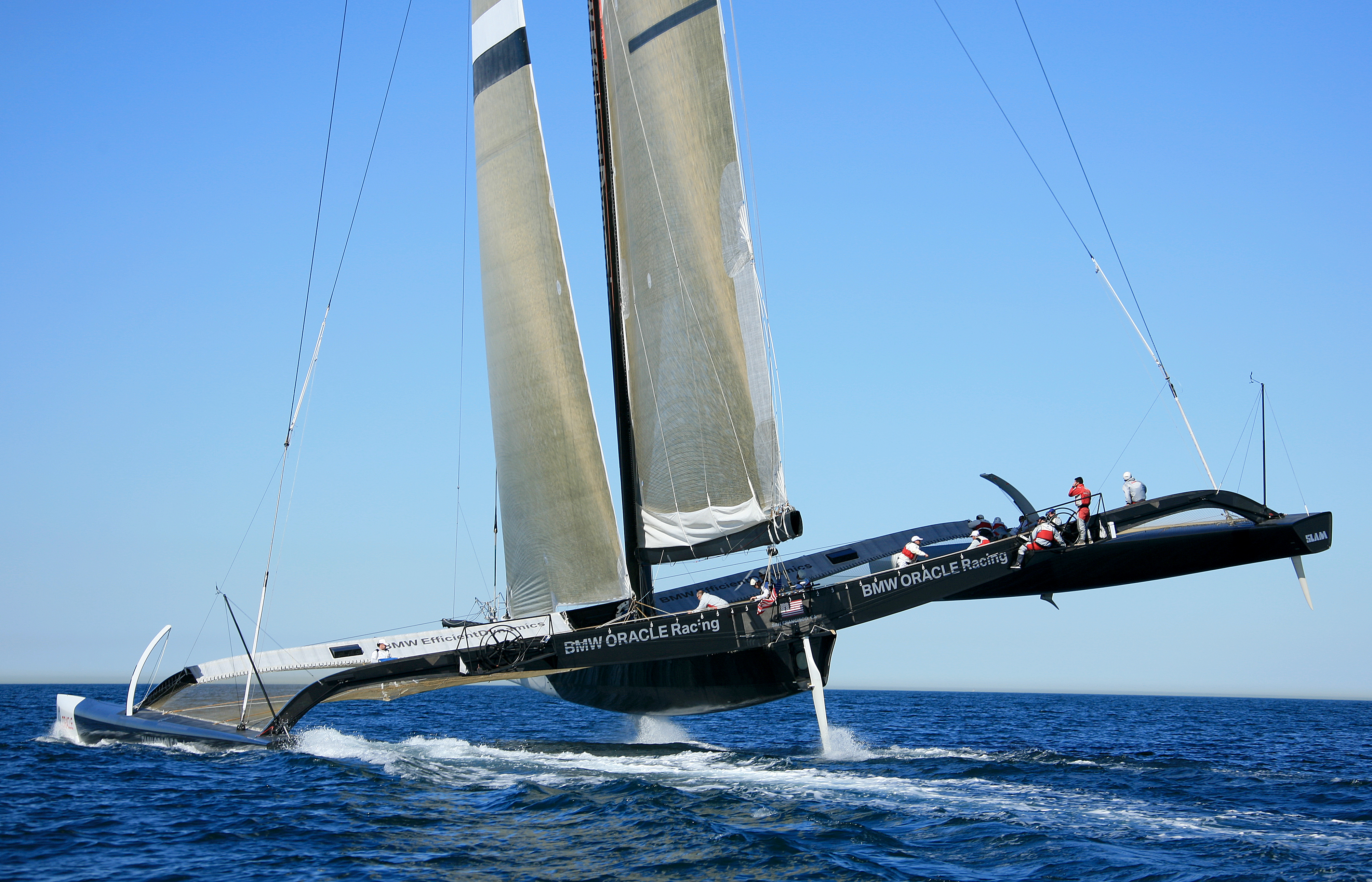
Il trimarano di BMW Oracle Racing, vincitore della coppa.

## Le dispute legali
Questa edizione è stata una delle più rocambolesche di questa manifestazione a causa delle numerose dispute legali, con lo scopo di difendere i principi sanciti dal Deed of Gift. Un'analoga sequenza di eventi si verificò anche in occasione della XXVII edizione (1988), quando i neozelandesi con KZ1 sfidarono gli Stati Uniti di US 1 Stars & Stripes 88. Curiosamente, anche all'epoca il defender statunitense scese in acqua con un catamarano prevalendo nettamente sul monoscafo presentato dallo sfidante, mentre in questa edizione è stato utilizzato anche un trimarano, prima volta nell'America's Cup.
Il confronto legale ha visto come protagonisti il sindacato svizzero Alinghi (di Ernesto Bertarelli) in rappresentanza della Société nautique de Genève (SNG), defender della coppa in quanto vincitore della precedente edizione, e BMW Oracle (di Larry Ellison), in rappresentanza del Golden Gate Yacht Club (GGYC) di San Francisco. Quest'ultimo originariamente contestava la designazione, fatta dal defender, del Club Náutico Español de Vela (CNEV) come Challenger of Record, ovvero sindacato rappresentante di tutti gli sfidanti, ottenendo ragione dopo un lungo processo svoltosi presso le istanze della Corte Suprema dello Stato di New York, cui fanno riferimento tutte le dispute legali riguardanti l'America's Cup. Tuttavia, l'estrema conflittualità venutasi a creare sin dall'inizio tra i due sindacati ha dato luogo ad una serie di ulteriori dispute, per un totale di nove cause legali, su molteplici motivi, spesso addentrandosi nei minimi dettagli tecnici e appigliandosi a interpretazioni più o meno letterali del Deed of Gift; anche tali cause sono state dibattute presso la Suprema Corte dello Stato di New York, con giudizi favorevoli di volta in volta a ognuna delle due parti e ribaltamenti di precedenti decisioni.

### Il Challenger of Record

#### Le scelte della SNG e la protesta del GGYC
Il 5 luglio 2007, appena due giorni dopo la conclusione della XXXII America's Cup con la vittoria di Alinghi su Emirates Team New Zealand, in una conferenza stampa a Valencia la SNG presentò il "Protocollo per la XXXIII America's Cup", col quale:
- vennero stabilite le regole principali;
- venne introdotta una nuova Classe, che comprendeva barche più grandi (90 piedi fuori tutto) rispetto a quelle precedenti, con più di 20 uomini di equipaggio;
- venne dato all'America's Cup Management (ACM)[5] il compito di organizzare la competizione;
- venne stabilito che entro il 31 dicembre 2007 sarebbero stati fissati il luogo, la data e regole della competizione;
- venne stabilito che la sfida si sarebbe dovuta svolgere non prima del 2009 ed entro il 2011.

Il 25 luglio in conferenza stampa vennero annunciati il luogo e la data: Valencia, come per la precedente, tra maggio e luglio 2009. Si preannunciò anche l'organizzazione, per il 2008, degli atti preparatori che si sarebbero svolti a Valencia e in un'altra località europea. La definizione delle nuove regole (tra cui quelle per la nuova classe) venne invece rinviata al mese di ottobre. Queste decisioni scatenarono aspre polemiche, in quanto si accusò la SNG di volersi dedicare alla progettazione delle nuove barche con un anticipo di alcuni mesi rispetto agli equipaggi sfidanti, un consistente vantaggio per il Defender, ancor più rilevante tenendo conto del tempo, relativamente ridotto, per la preparazione alla nuova edizione (2 anni anziché gli abituali 3-5). Una delle voci critiche più autorevoli in questo senso è stata quella del patron di Mascalzone Latino, Vincenzo Onorato, che si dichiarò subito contrario al nuovo format, posizione ribadita in una lettera del 27 marzo 2008. Su tali basi, diversi sindacati giunsero poi a citare in giudizio la SNG davanti al tribunale di New York, ma i loro procedimenti vennero ben presto completamente oscurati dalla guerra legale tra SNG e GGYC.
Nonostante le polemiche, il protocollo venne firmato congiuntamente dalla SNG e dal Club Náutico Español de Vela (CNEV), che fu scelto contestualmente come Challenger of record. Nel corso del 2007 l'America's Cup Management raccolse le sfide di sette sindacati:
- Desafío Español, Club Náutico Español de Vela (Challenger of Record)
- Team Shosholoza, Royal Cape Yacht Club
- Team Origin, Royal Thames Yacht Club
- Emirates Team New Zealand, Royal New Zealand Yacht Squadron
- United Internet Team Germany, Deutscher Challenger Yacht Club
- Ayre Challenge, Real Club Náutico de Dénia
- Aleph, Yacht Club de Saint-Tropez[9]

La scelta del CNEV come Challenger of Record venne contestata dal Golden Gate Yacht Club già l'11 luglio 2007 in una lettera alla Société nautique de Genève, nella quale veniva espressamente minacciato il ricorso alle vie legali nel caso in cui gli svizzeri non avessero mutato posizione. Inoltre, il GGYC si spinse a dichiarare che, qualora avesse prevalso nella disputa legale, avrebbe costretto il Defender ad una sfida a due, escludendo così tutti gli altri challenger, da effettuarsi in un'unica regata il 4 luglio 2008 su imbarcazioni multiscafo lunghe e larghe novanta piedi (circa 27,40 metri).
La contestazione del GGYC si basava su un'interpretazione estremamente rigida (e controversa, come dimostreranno gli eventi successivi) del Deed of Gift, secondo cui una sfida, per essere regolare, deve provenire da uno yacht club che organizza almeno una regata ogni anno. Siccome il CNEV era uno yacht club di nuova formazione (era stato creato dalla federazione spagnola di vela appositamente per competere nell'America's Cup), esso non aveva mai organizzato una regata, ragion per cui la sua sfida – e quindi il ruolo di Challenger of Record – era illegittima.
Inizialmente, tale azione puntava solamente a costringere la SNG a ritirare il protocollo appena emesso e adottarne uno simile a quello dell'edizione precedente anche per la XXXIII America's Cup – una posizione condivisa da molti altri sfidanti – ma col passare del tempo le parti si sono irrigidite sulle loro posizioni, portando così la faccenda dinanzi alla prima istanza della Suprema Corte di New York, nella persona del giudice Herman Cahn (22 ottobre 2007).
Nel frattempo, il 7 settembre Tom Schnackenberg venne designato consulente tecnico incaricato dello sviluppo della nuova classe, e come tale ha avuto il compito, dal 15 settembre al 31 ottobre 2007, di redigere le nuove regole di classe insieme ai team che avevano già ufficializzato la loro sfida.
Infine, il 31 ottobre l'ACM pubblicò le nuove regole di classe, definita AC90. La novità principale consisteva nel cambio di stazza delle imbarcazioni: era previsto l'utilizzo di monoscafi di 90 piedi con un pescaggio di 6.5 metri e un dislocamento di 23 tonnellate. In seguito, nel pieno delle dispute legali, lo stesso Ernesto Bertarelli confessò di aver commesso un errore nell'agire con eccessiva precipitazione, giudicando inopportuno l'aver deciso così tanti cambiamenti in un lasso di tempo troppo breve.

#### Prima sentenza favorevole al GGYC
Prima ancora che venisse emessa una sentenza, il 3 ottobre 2007 l'ACM, annunciò di valutare la possibilità di rinviare l'evento a causa del ritardo provocato dalla disputa legale. Tale rinvio a data da destinarsi divenne ufficiale il 22 novembre 2007.
Cinque giorni dopo, dopo circa un mese di dibattimento e consultazione, il giudice di prima istanza Herman Cahn della Corte Suprema di New York si espresse a favore del GGYC, dichiarando nulla la nomina del CNEV come Challenger of Record e ordinando alla SNG di trovare un accordo con gli statunitensi per l'organizzazione della manifestazione.
La SNG si è subito rifiutata di accettare il GGYC come Challenger of Record. In prima istanza, essa cercò di aggirare la sentenza sfavorevole del 27 novembre 2007, asserendo in un documentato memoriale che anche la sfida del GGYC era irregolare e quindi la posizione di Challenger of Record doveva spettare al sindacato sudafricano Team Shosholoza, capitanato da Salvatore Sarno, in quanto secondo sindacato in ordine di tempo ad aver lanciato la sfida al Defender svizzero. Il reclamo della SNG si basava sulle parole usate dallo stesso GGYC nella lettera dell'11 luglio, in cui le barche da impiegare nella sfida a due erano definite “imbarcazioni a chiglia (in inglese keelboat) multiscafo”: tale espressione, secondo la SNG, era una contraddizione in termini, in quanto una barca a chiglia deve essere per forza un monoscafo. Malgrado tale tesi fosse supportata da autorevoli pareri, fra cui quello di Jerome Pels, segretario generale dell'ISAF, il 18 marzo 2008 ancora il giudice Cahn respinse il ricorso della SNG, confermando la precedente decisione.

#### L'appello: il CNEV torna Challenger of Record
La SNG però non si arrese, e stavolta impugnò direttamente la sentenza del 27 novembre 2007 innanzi alla Divisione d'Appello della Suprema Corte di New York, la quale, al termine di un aspro dibattimento, il 29 luglio 2008 a sorpresa ribaltò il giudizio di primo grado, dando ragione alla SNG e reintegrando il CNEV come Challenger of Record. Alla base di questa decisione, presa col minimo scarto (3-2 nel collegio giudicante), stava la considerazione che le esatte parole del Deed of Gift in merito all'organizzazione di una regata all'anno da parte dei sindacati sfidanti (più in particolare, il significato della parola “tenere” una regata) erano ambigue: per l'Arbitration Panel, infatti, questa regata può essere organizzata anche dopo aver lanciato una sfida al Defender.
La SNG non perse tempo e come se nulla fosse accaduto riprese l'organizzazione della coppa da dove l'aveva lasciata, riaprendo le liste d'iscrizione di nuovi challenger e fissando nel 15 dicembre 2008 il termine ultimo per la presentazione delle sfide. Contemporaneamente, la SNG cercò di venire incontro al GGYC e altri sindacati “ribelli” (fra cui Emirates Team New Zealand e Mascalzone Latino), apportando alcune modifiche al protocollo originario e avviando trattative dirette coi singoli challenger. Questa fase conciliatoria ebbe il suo apice nell'incontro del 28 settembre 2008 in California, tra Ernesto Bertarelli e Larry Ellison, che portò ad un ammorbidimento delle parti, e in un primo momento sembrava poter sfociare in un accordo generale: infatti il 29 ottobre Emirates Team New Zealand si ritirò dalla causa avanzata presso il tribunale di New York contro la SNG. Il giorno seguente il Defender e undici challenger, riuniti nella sede della SNG a Ginevra, invitarono il GGYC a ritirare la causa legale e unirsi a loro nell'organizzazione dell'evento.
Pertanto, il 18 dicembre 2008, l'America's Cup Management (ACM) comunicò la lista definitiva dei challenger iscritti alla XXXIII America's Cup. Essa comprendeva 18 sindacati, di cui ben un terzo aventi base in Italia, record nella storia di questa competizione.
In ordine di iscrizione, i sindacati erano:
- Alinghi, Société nautique de Genève (Defender)
- Desafío Español, Club Náutico Español de Vela (Challenger of Record)
- Team Shosholoza, Royal Cape Yacht Club
- Team Origin, Royal Thames Yacht Club
- Emirates Team New Zealand, Royal New Zealand Yacht Squadron
- United Internet Team Germany, Deutscher Challenger Yacht Club
- Green Comm Challenge, Circolo Vela Gargnano
- Ayre Challenge, Real Club Náutico de Dénia
- Victory Challenge, Gamla Stans Yacht Skällskap
- Argo Challenge, Club Nautico Gaeta
- Mascalzone Latino, Reale Yacht Club Canottieri Savoia
- Aleph, Yacht Club de Saint-Tropez
- Luna Rossa, Yacht Club Punta Ala
- Russian Challenge, Yacht Club Seven Feet
- Italia, Società Canottieri Lecco
- ALL4ONE Challenge, Cercle de la Voile de Paris
- Greek Challenge, N.O.K. Poseidon - Nautical Club of Kalamata
- Dabliu Sail Project, Circolo della Vela Muggia
- China Team, Qingdao International Yacht Club

Il 20 dicembre 2008 venne pubblicato un nuovo protocollo, emanato in seguito agli accordi del Competitor meeting, disponibile sia nella versione che evidenzia gli emendamenti modificati sia nella versione definitiva.
Il 30 gennaio 2009 venne invece pubblicata la nuova regola di classe per le imbarcazioni di America's Cup, denominata AC33. Questa nuova classe avrebbe dovuto sostituire le attuali imbarcazioni ACC Versione 5.0 al posto delle imbarcazioni AC90 previste dal progetto iniziale. Tutte queste disposizioni, tuttavia, sarebbero state poi vanificate dagli sviluppi successivi della vicenda legale.

#### La sentenza definitiva: vittoria del GGYC
Già immediatamente dopo la sentenza d'appello il GGYC fece ricorso alla Court of Appeals dello Stato di New York, ultimo e definitivo grado di giudizio, presieduta dal giudice Judith Kaye.
Le speranze di una soluzione "pacifica" alla guerra legale svanirono dunque ben presto, allorché il GGYC già il 25 ottobre 2008 comunicò in una lettera alla SNG di non aver mutato la propria posizione rispetto a quanto dichiarato nel 2007, ribadendo di non accettare il CNEV come legittimo Challenger of Record; l'invito del 30 ottobre cadde quindi nel vuoto e conseguentemente il GGYC si rifiutò di presentare una sfida secondo i termini dati dall'ACM, in quanto riteneva illegittima l'organizzazione dell'evento, riponendo così tutte le speranze nel verdetto definitivo della Court of Appeals di Albany.
Questo giunse il 2 aprile 2009, decretando all'unanimità (6-0) il Golden Gate Yacht Club come Challenger of Record di Alinghi e stabilendo nuovamente che il sindacato spagnolo rappresentante il Club Náutico Español de Vela non era in possesso di uno dei requisiti fondamentali indicati nel Deed of Gift, ovvero di avere organizzato almeno una volta la regata annuale di circolo prima di presentare una sfida al Defender. La sentenza fissò inoltre l'8 febbraio 2010 come data di svolgimento della prima regata fra Alinghi e BMW Oracle.
A questo punto, il 23 aprile 2009 la SNG accettò il GGYC come Challenger of Record, sperando in tal modo di abbandonare una volta per tutte i tribunali americani per concentrarsi solamente sull'aspetto sportivo: in realtà, tale auspicio sarebbe stato completamente disatteso dagli eventi successivi.

### La data
Sin dalle prime fasi della battaglia legale tra SNG e GGYC, un ulteriore motivo di contesa era la scelta della data in cui svolgere l'ancora ipotetica sfida a due; anche qui, infatti, le disposizioni del Deed of Gift sono state soggette ad interpretazioni difformi.
Inizialmente, il GGYC spingeva per regatare il prima possibile – il Deed of gift stabilisce un minimo di 10 mesi di intervallo tra due edizioni della manifestazione – fissando quindi la sfida nell'estate 2008: tale scelta era mirata a capitalizzare il vantaggio in termini di progettazione e sviluppo del multiscafo rispetto alla SNG.
Non sorprese dunque che il Defender, in una lettera al GGYC all'indomani della sentenza del 18 marzo 2008, si oppose decisamente a tale ipotesi, sostenendo che i 10 mesi andassero conteggiati non a partire dalla conclusione della XXXII America's Cup (luglio 2007) ma proprio dalla sentenza del giudice Cahn, come a ritenere la disputa legale parte integrante della sfida sportiva. Ciò avrebbe spostato il termine al gennaio 2009, ma siccome lo stesso Deed of Gift prescrive che si possa regatare nell'emisfero boreale solamente dal 1º maggio al 1º novembre, la SNG propose di dare corso alla sfida a luglio 2009, o, in alternativa, all'inizio dell'anno ma in una località dell'emisfero australe.
Il GGYC rispose tuttavia con un'altra lettera il 20 marzo 2008 rifiutando la proposta della SNG di regatare nel 2009. Un incontro tra rappresentanti dei due sindacati, tenutosi il 26 marzo 2008 appositamente per affrontare l'argomento non riuscì a dipanare la contesa, in quanto il GGYC rimase fermo sulla sua posizione di tenere una sfida nell'ottobre 2008. Questa situazione portò inevitabilmente la SNG a rivolgersi di nuovo al giudice Herman Cahn con una lettera per chiedere lo svolgimento del match nel luglio 2009.
Il procedimento innanzi alla Suprema Corte di New York iniziò il 2 aprile 2008, secondo procedura d'urgenza, e si concluse il 12 maggio con una sentenza che accoglieva in parte le richieste della SNG, facendo decorrere i famosi 10 mesi proprio da quel giorno e fissando dunque la competizione per il marzo 2009.
Paradossalmente, fu però la stessa SNG a ricorrere in appello contestando la possibilità di regatare nell'emisfero boreale in tale data, cosa che avrebbe costituito una violazione del Deed of Gift. La Corte decise però di sospendere temporaneamente la procedura, bloccando così la decorrenza dei 10 mesi, in attesa che si stabilisse definitivamente la posizione del GGYC come Challenger of Record.
La questione si riaprì dunque all'indomani della sentenza del 2 aprile 2009, allorché il GGYC pretese di iniziare le regate l'8 febbraio 2010; dopo un inutile tentativo di mediazione da parte degli svizzeri, le parti tornarono dunque in aula, con la SNG a chiedere lo spostamento delle regate a maggio 2010, nel rispetto del Deed of Gift. Tuttavia, la sentenza definitiva del 14 maggio 2009, emessa dal giudice Shirley Werner Kornreich della Divisione d'appello della Suprema Corte di New York stavolta dette ragione al GGYC, stabilendo che non potevano esserci ulteriori ritardi nel disputare le regate tra Alinghi e BMW Oracle Racing, secondo quanto stabilito dalla sentenza della Court of Appeals del 2 aprile precedente, e quindi veniva consentita in via eccezionale una violazione del Deed of Gift, peraltro in osservanza di un'altra disposizione (l'intervallo di 10 mesi) facente parte del medesimo protocollo.

### La sede
Le dispute legali non si erano ancora esaurite. Infatti, la scelta del luogo ove svolgere le regate spetta di diritto al Defender, e il 5 agosto 2009 la SNG comunicò a sorpresa la designazione dell'emirato di Ras al-Khaima negli Emirati Arabi Uniti. Tale decisione venne motivata dalla necessità di trovare un luogo, situato nell'emisfero boreale, che presentasse condizioni climatiche adatte allo svolgimento della competizione.
Il GGYC ancora una volta si oppose decisamente, e trascinò così la SNG per l'ottava volta innanzi alla Suprema Corte di New York, ritenendo illegittima la scelta del località in quanto non conforme al periodo di regata consentito nell'emisfero nord dal Deed of Gift. Gli americani inoltre posero dei seri dubbi sulla sicurezza, in quanto le regate si sarebbero dovute svolgere in un paese arabo, per giunta a poche miglia da acque territoriali iraniane. Il 27 ottobre 2009 il giudice Kornreich dette nuovamente ragione al GGYC, contraddicendo, peraltro, la precedente sentenza del giudice Cahn del 12 maggio 2008 che autorizzava Alinghi, in quanto Defender, a "scegliere Valencia o una qualsiasi altra località" indipendentemente dal periodo permesso nell'emisfero boreale.
Tale sentenza venne poi confermata, a seguito di un ricorso in appello della SNG, il 15 dicembre 2009, sancendo l'invalidità della scelta di Ras al-Khaimah negli Emirati Arabi Uniti come sede della prossima America's Cup. Contemporaneamente, la SNG fece un estremo tentativo di accordo, proponendo di regatare nell'emisfero australe, in una località da stabilire in Australia, ma la GGYC rigettò immediatamente la proposta, in quanto da sempre contraria a regatare in tale emisfero. Pertanto, la SNG fu costretta a scegliere Valencia, già sede della precedente edizione.

### Le caratteristiche delle imbarcazioni
Il 14 luglio 2009, inoltre, appena qualche giorno dopo il varo del catamarano di Alinghi, il GGYC citò ancora una volta in giudizio la SNG per l'impiego sulla loro barca di un apparato idraulico (in inglese "ballast") destinato a equilibrare il peso sull'imbarcazione, nonché di dispositivi a motore di regolazione delle vele ("winch"); il ricorso era fondato sul principio che vietava l'impiego di motori su imbarcazioni classe America's Cup. La SNG per tutta risposta chiese la squalifica del GGYC, in quanto in ritardo nella presentazione del Custom House Registry.
Il 29 luglio il giudice Kornreich rigettò il ricorso del GGYC, asserendo che il Deed of Gift non poneva nessuna particolare restrizione alla costruzione delle barche; pertanto, fermo restando il principio che le imbarcazioni classe America's cup dovessero essere a vela e spinte unicamente dalla forza del vento, veniva de facto per la prima volta autorizzato l'impiego di motori ausiliari. Per quanto riguarda il Custom House Registry di BMW Oracle Racing, il 18 settembre la Corte stabilì che esso poteva essere presentato fino a due settimane prima della prima regata (ovvero il 25 gennaio 2010); nella sentenza, comunque, il giudice non mancò di sottolineare la condotta antisportiva, seppur legale, del GGYC.
Sempre nell'agosto 2009, il GGYC aveva convenuto in giudizio la SNG contestando le procedure di misurazione delle barche da essa proposte, che prevedevano che i timoni fossero inclusi nella misura della lunghezza della barca alla linea di galleggiamento. Con tali procedure, il trimarano di BMW Oracle Racing avrebbe ecceduto il limite massimo consentito, incorrendo in una squalifica. Il 30 ottobre la Suprema Corte accolse le ragioni del GGYC, confermando la decisione in appello il 15 dicembre.

### Le regole di gara
Il GGYC protestò poi contro le modifiche alle regole di gara apportate dal Defender dopo la presentazione della sfida da parte di BMW Oracle Racing. Il GGYC argomentava che se da un lato è diritto del Defender stabilire tali regole, dall'altro queste non dovrebbero essere alterate dopo la presentazione delle sfide, in modo da non concedere un indebito vantaggio al Defender.
Il 29 luglio 2009 il giudice Kornreich ammise invece il cambio delle regole, ma il 30 ottobre ne limitò la possibilità soltanto alle regole 49-54, delegando altresì ad una commissione indipendente la risoluzione delle principali controversie di natura strettamente tecnica. Tale commissione rese noti i propri pareri il 19 novembre.
Nel frattempo, il 10 novembre la SNG pubblicò il Notice of Race (NoR, bando di regata), ovvero l'insieme delle norme che regolamentano lo svolgimento delle regate; tale bando venne modificato l'8 gennaio 2010 e stilato in versione definitiva il 19 gennaio. Il GGYC contestò subito tali norme, nelle quali veniva arbitrariamente fissato l'orario di partenza delle regate (che invece va concordato tra i due competitori), ma soprattutto perché erano stabiliti dei limiti massimi di intensità del vento (15 nodi) e altezza delle onde (1 metro) che puntavano deliberatamente a sfavorire il trimarano di Oracle. Oltre a ciò, le successive modifiche al NoR proibivano alcuni dispositivi impiegati da Oracle e fino ad allora consentiti, e addirittura ponevano le norme del NoR al di sopra dei Regolamenti delle Regate a Vela (RRS) emessi dall'ISAF. Il GGYC colse infine l'occasione per tornare a mettere in discussione anche le procedure di misurazione.
La materia venne affidata ad una giuria internazionale, costituitasi il 4 dicembre 2009 dietro approvazione dell'ISAF e formata da 5 fra i massimi esperti di regolamenti di regate a vela. Il 2 febbraio 2010, tale giuria decretò inammissibile il ricorso del GGYC riguardo alle misurazioni, e stabilì che era diritto della SNG fissare l'orario di inizio, che era altresì diritto del GGYC quello di impiegare i dispositivi di Oracle, e che la valutazione delle condizioni meteorologiche era competenza dell'ufficiale di gara. Infine, le norme del NoR venivano subordinate sia al Deed of Gift sia alle RRS. Nella stessa sede, la giuria respinse un ricorso presentato il 28 gennaio dalla SNG che intendeva vietare lo scarico in acqua di fluidi praticato da Oracle per ridurre l'attrito, reclamando una violazione delle leggi ambientali.

### La costruzione delle barche
Un'altra materia di contesa furono le stesse imbarcazioni, in particolare riguardo al principio, stabilito nel Deed of Gift, che esse vadano costruite nel paese da cui proviene ciascun sindacato. Il 22 dicembre 2009, infatti, il GGYC accusò la SNG di voler impiegare sul proprio catamarano delle vele appositamente costruite negli Stati Uniti, in violazione di tale principio. Il giorno successivo la SNG rigettò l'accusa, specificando il 28 dicembre che il Deed of Gift impone la costruzione in patria della barca, ma senza pronunciarsi espressamente su qualunque altro componente a bordo, vele incluse. Inoltre, la SNG dichiarò che la progettazione di tali vele era stata svolta in Svizzera e, comunque, la questione era quantomeno prematura poiché il Defender, applicando alla lettera il Deed of Gift, non è tenuto a presentare la propria barca fino al giorno stesso della regata; d'altro canto, la stessa SNG accusò il GGYC di violazioni analoghe concernenti svariati componenti di Oracle.
Un incontro tra i due sindacati e la giuria internazionale, tenutosi tra il 12 e il 13 gennaio 2010 per dipanare la questione, non portò ad accordi in tal senso. Pertanto il GGYC si rivolse per la nona volta al tribunale di New York chiedendo la squalifica della barca di Alinghi – o quanto meno delle sue vele. Essendo le due parti rimaste sulle loro posizioni, il 29 gennaio il giudice Kornreich dichiarò che la causa sarebbe stata dibattuta il 25 febbraio, ovvero dopo il confronto in acqua fra i due contendenti. La parola definitiva sulle continue cause legali è stata siglata il 29 marzo 2010 quando la SNG e il GGYC hanno firmato un accordo di transazione che annulla tutte le vertenze in corso per la 33esima America's Cup.

## La competizione sportiva

### Le barche

#### Catamarano e trimarano a confronto
| Alinghi               | Sindacato                   | BMW Oracle                |
| Catamarano            | Tipo imbarcazione           | Trimarano                 |
| 27,4 m (90 piedi)     | Lunghezza al galleggiamento | 27,4 m (90 piedi)         |
| 36 m                  | Lunghezza fuori tutto       | 30 m                      |
| 25 m                  | Larghezza                   | 27,4 m (90 piedi)         |
| 52 m                  | Altezza albero              | 55 m                      |
| 600 m²                | Superficie randa            | 625 m²                    |
| 450 m²                | Superficie genoa            | 620 m²                    |
| 700 m²                | Superficie gennaker         | 780 m²                    |
| 12 tonnellate         | Peso complessivo            | 16 tonnellate             |
| Ernesto Bertarelli    | Armatore                    | Larry Ellison             |
| Brad Butterworth      | Skipper                     | Russell Coutts            |
| Ed Baird              | Timoniere                   | James Spithill            |
| Brad Butterworth      | Tattico                     | John Kostecki             |
| Alinghi Project Team  | Progetto                    | BOR Design Team           |
| Dirk Kramers          | Capoprogetto                | Mike Drummond             |
| Décision (Villeneuve) | Cantiere (sede)             | Core Builders (Anacortes) |
| ~100 milioni €        | Budget                      | ~150 milioni €            |

Entrambe le imbarcazioni in competizione sono dei multiscafi, in grado di sviluppare, a parità di intensità del vento, velocità molto superiori ai monoscafi, come dimostrò in modo eclatante il match race del 1988.
BMW Oracle Racing ha goduto di un considerevole vantaggio di tempo rispetto ad Alinghi per la progettazione, costruzione e sviluppo della propria barca, per cui si è potuta concedere ben 130 000 ore necessarie alla realizzazione di un trimarano; Alinghi, invece, dovendo operare in tempi molto più ristretti, ha optato per un catamarano, la cui realizzazione è relativamente più semplice (sono infatti bastate 100 000 ore di lavoro).
Il trimarano di Oracle è più grande in tutte e 3 le dimensioni del catamarano di Alinghi. A causa delle misure e del peso maggiori, per la presenza di uno scafo in più, alla vigilia della competizione Oracle era ritenuto svantaggiato con vento debole (<12 nodi) e mare privo di onda, condizioni che non a caso il Defender ha cercato di imporre al momento sia della stesura del Notice of Race che della scelta come sede di Ras al-Khaimah, località caratterizzata da venti leggeri. Viceversa, il catamarano sarebbe inferiore in caso di brezza media: in tal caso, infatti, durante la bolina le due imbarcazioni, sollevandosi sul lato sopravento, lascerebbero in acqua lo scafo sottovento, ed essendo quello del trimarano più piccolo e leggero di quello del catamarano, offrirebbe minor resistenza all'acqua e quindi velocità superiore, effetto particolarmente evidente nelle operazioni di manovra. Oltre a ciò, il trimarano di Oracle è dotato di una superficie velica molto maggiore e di uno scafo altamente penetrante, in grado quindi di tagliare le onde anziché saltarci sopra, il che costituisce un beneficio in caso di onda formata.

#### USA 17

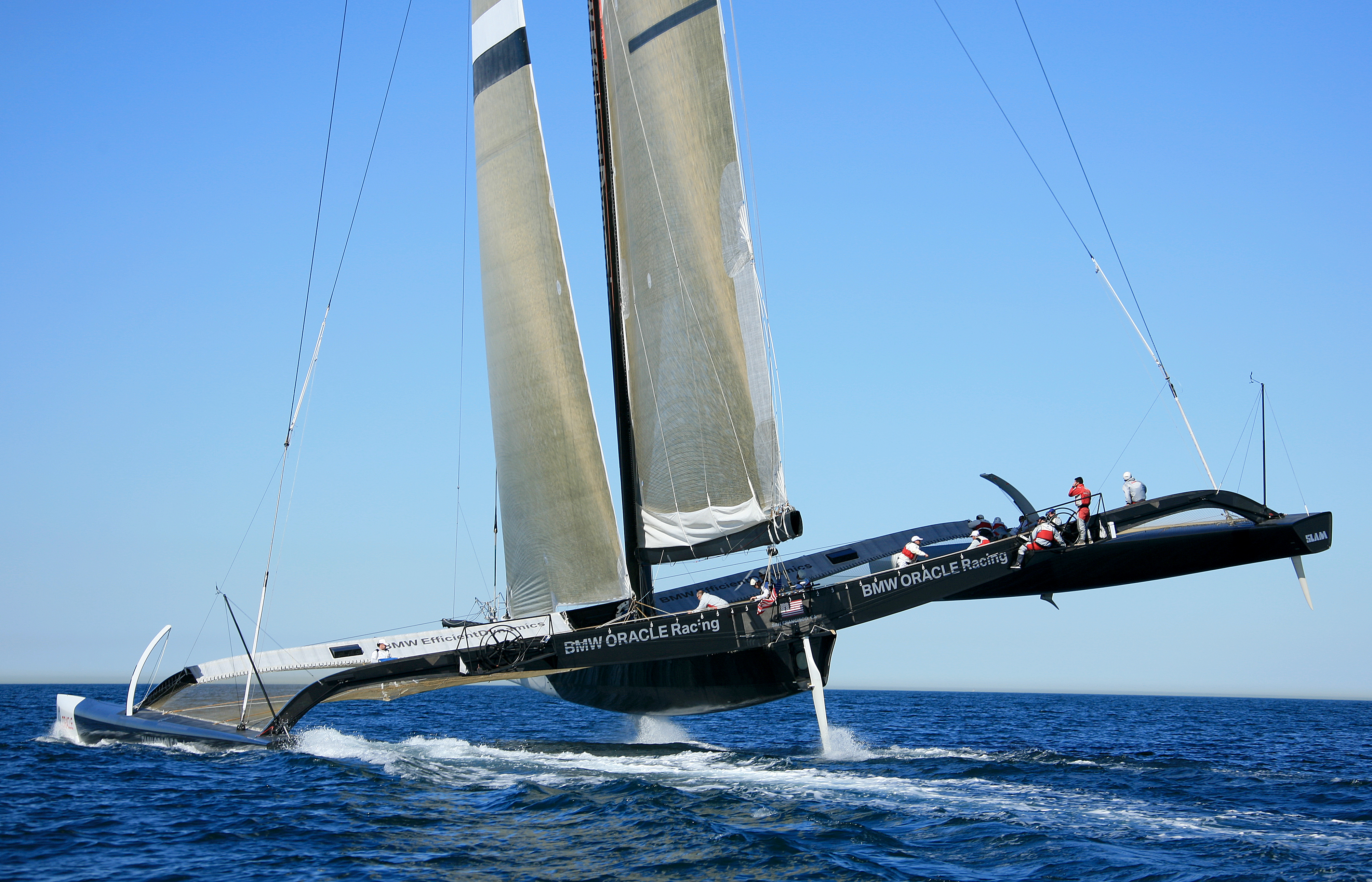
Il trimarano USA 17 durante le prove a San Diego, nel 2009

Già nell'agosto 2007, quando la guerra giudiziaria con la SNG era appena all'inizio, Larry Ellison, patron di BMW Oracle Racing, delegò a Russell Coutts l'avvio dei contatti con Franck Cammas, velista francese considerato uno dei maggiori esperti al mondo di trimarani. Quest'ultimo entrò poco dopo nel team di Oracle e fu il principale consulente per la costruzione di un nuovo trimarano lungo e largo 90 piedi, nel rispetto delle prescrizioni del Deed of Gift.
L'imbarcazione, costituita interamente di carbonio e inizialmente nominata BMW Oracle Racing 90 o BOR90, venne varata ad agosto 2008 ad Anacortes, Washington, ma tornò nei cantieri di San Diego dopo sole 3 settimane di test per un intenso lavoro di sviluppo. Ne uscì definitivamente ad ottobre 2009, ribattezzata USA 17, per essere spedita in Europa a dicembre; arrivò a Valencia il 4 gennaio 2010, dove spiegò le sue particolari vele sul Mediterraneo il 19 gennaio.

#### Alinghi 5

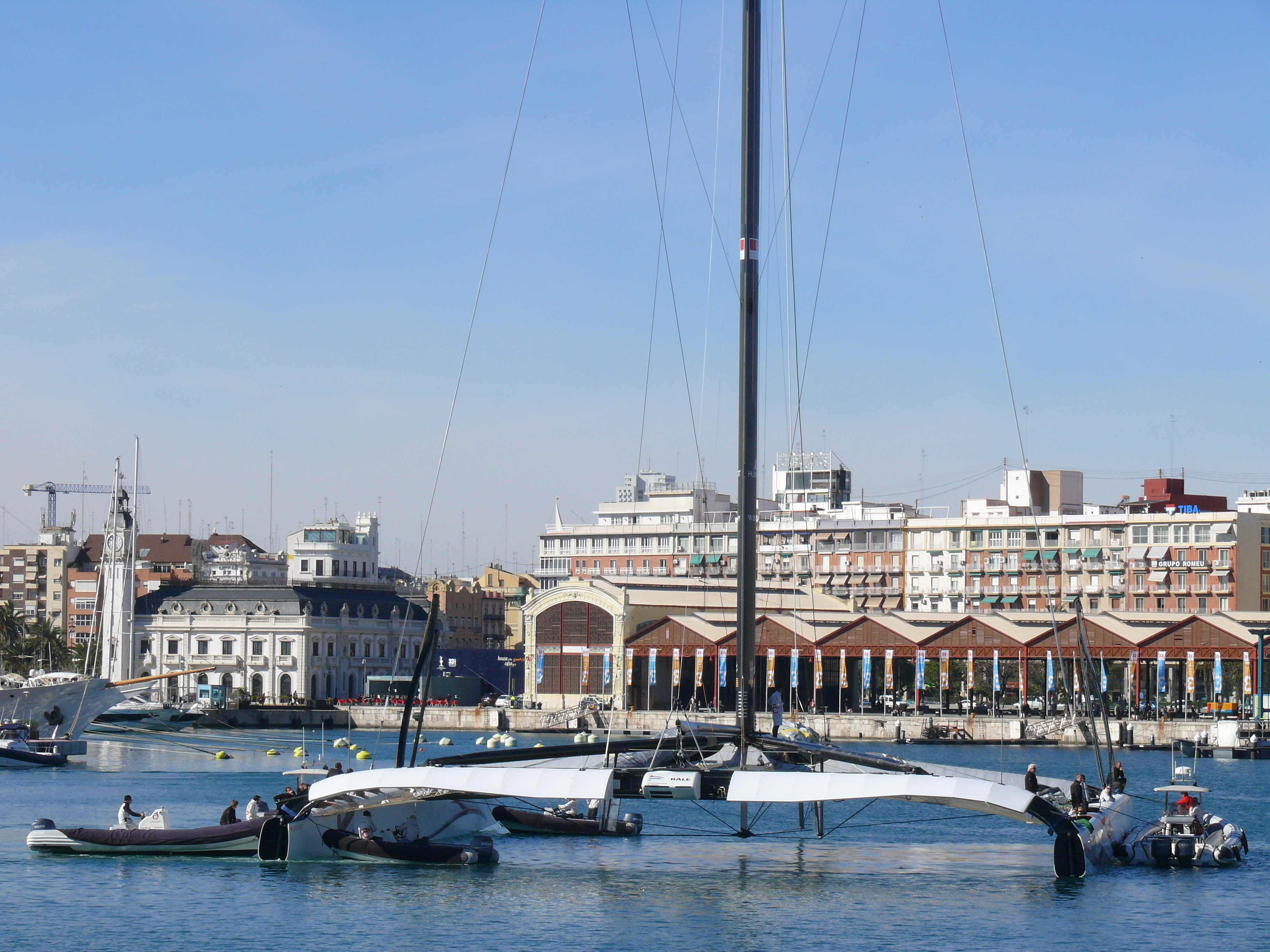
Il Catamarano Alinghi 5 a Valencia

A differenza del GGYC, che subito puntò tutto sulla sfida a due tra multiscafo, la SNG si mosse con un certo ritardo nella costruzione della sua imbarcazione. Infatti Alinghi aspettò la sentenza del 18 marzo 2008 per annunciare, il 24 aprile, l'inizio della costruzione di un multiscafo per la competizione. Il 5 luglio 2009 fu annunciata l'ultimazione dello scafo, avvenuta in un apposito cantiere a Villeneuve, poco lontano da Ginevra, che venne varato l'8 luglio con uno spettacolare trasporto sulle acque del Lago di Ginevra da parte di un elicottero Mil Mi-26 russo. La barca, battezzata Alinghi 5, esordì sul lago il 20 luglio, per poi essere trasportata il 7 agosto dal medesimo elicottero attraverso le Alpi, fino alle acque del porto di Genova, ove ricevette una festosa accoglienza. Alla fine di settembre la barca abbandonò il Mar Ligure per le acque di Ras al-Khaimah ove in quel momento si pensava che avrebbero avuto luogo le regate contro Oracle; in seguito ai pronunciamenti giudiziari, però, a dicembre essa venne trasferita a Valencia, ove arrivò il 5 gennaio 2010, un giorno dopo USA 17.

### Deed of Gift Race
Qualora si sia di fronte, come in questo caso, ad una cosiddetta "sfida ostile", ovvero in cui Defender e Challenger non siano riusciti a trovare un accordo sulle modalità di svolgimento della competizione, quest'ultima viene organizzata sulla base delle antichissime regole contenute nel Deed of Gift, ragion per cui si parla di "Deed of Gift Race".
Tali norme prevedono dunque una serie al meglio di tre regate, da tenersi a distanza di due giorni l'una dall'altra, con la prima e l'eventuale terza su un percorso a bastone (andata e ritorno) della lunghezza di 20 miglia nautiche (37 km), mentre la seconda su percorso a triangolo equilatero di 13 miglia (24 km) per lato. Di principio, l'orario di inizio è fissato alle 10 del mattino, ma spetta al Comitato di regata decidere eventuali rinvii della partenza, così come la sospensione della regata, in caso di condizioni meteorologiche avverse. Contrariamente ai desideri della SNG, che voleva fissare dei limiti chiari di velocità del vento e altezza d'onda come precondizioni per il via, è ancora una volta facoltà del Comitato di regata valutare la presenza delle condizioni di sicurezza sul campo di regata. Infine, nel caso in cui la regata prevista venga annullata per qualsiasi motivo, essa viene rinviata al primo giorno disponibile, e tutto il resto del programma slitta di conseguenza.

### Risultati
I due contendenti si sono ritrovati regolarmente di fronte la mattina dell'8 febbraio, ma la regata fu poi rinviata al 10 febbraio dal Comitato di regata, in quanto il vento era debole e di direzione troppo variabile. Il 10 febbraio fu ulteriormente rinviata al 12, a causa del vento questa volta troppo forte e della presenza di onda troppo alta, ritenuta pericolosa per la tenuta degli scafi.
Finalmente, il 12 febbraio, dopo un rinvio definitivo al pomeriggio, ha avuto luogo la prima regata, risolvendosi in una netta vittoria di USA 17 su Alinghi 5. Malgrado quest'ultimo abbia tagliato la linea di partenza in netto vantaggio, immediato è stato il recupero dell'imbarcazione americana, la quale ha fatto valere una velocità media alquanto superiore, presentandosi così in vantaggio già alla boa di bolina. Durante il successivo lato di poppa, il distacco ha assunto proporzioni imponenti, superando i 3 km e dilatandosi ulteriormente dopo che Alinghi aveva scontato una penalità comminata dai giudici di gara nelle fasi di prepartenza.
La seconda regata si è svolta nel tardo pomeriggio di domenica 14 febbraio, in condizioni di vento debole (7-8 nodi) da ESE. Ancora una volta, nelle fasi di prepartenza Alinghi, timonata dallo stesso Bertarelli, si è guadagnata una penalità per aver anticipato troppo l'ingresso nel campo di regata, mentre Oracle restava in disparte scattando con un discreto vantaggio sulla sinistra. L'imbarcazione svizzera, tuttavia, durante il lato di bolina dalla destra è riuscita a passare in testa, a tratti anche con largo margine, beneficiando di un consistente giro a destra del vento. Il momento decisivo dell'intera regata è stato però l'approccio alla prima boa, nel quale Alinghi, pur presentandosi davanti all'avversario all'incrocio, lo lasciava scappare sottovento, consentendogli così di girare per primo. Da lì in poi, nei due lati al lasco, il trimarano di Oracle, facendo valere la sua superiore velocità, ha preso il largo conducendo la regata sino alla fine.
| Regata 1 - 12 febbraio 2010 |            |  |       |  |       |   |       |  |       |
| Alinghi                     | BMW Oracle |  | 01:27 |  | 03:21 | - | -     |  | 15:28 |
| Regata 2 - 14 febbraio 2010 |            |  |       |  |       |   |       |  |       |
| BMW Oracle                  | Alinghi    |  | 00:24 |  | 00:28 |   | 02:44 |  | 05:26 |

|            | Regata 1 | Regata 2 | Totale |
| Team       | 12.02    | 14.02    |        |
| ---------- | -------- | -------- | ------ |
| Alinghi    | 0        | 0        | 0      |
| BMW Oracle | 1        | 1        | 2      |

### Copertura televisiva
Al fine di massimizzare l'interesse per l'evento sportivo, l'organizzazione della XXXIII America's Cup decise di liberalizzare completamente i diritti televisivi di trasmissione in diretta della competizione. Per tale motivo, numerose emittenti in tutto il mondo hanno mandato in onda le immagini delle regate; in particolare in Italia sono state quattro, oltre a LA7, che già aveva trasmesso in esclusiva la precedente edizione, si sono aggiunte anche la Rai (su Rai Sport Più), Sportitalia e la pay Dahlia Sport, tutte visibili sul digitale terrestre. Sul sito ufficiale le regate sono state trasmesse in streaming in diretta e anche in repliche successive.

## Competizioni veliche parallele
Fortunatamente per gli appassionati, parallelamente al lungo conflitto legale tra SNG e GGYC sono state organizzate nuove regate per imbarcazioni Classe Coppa America (IACC). Dal 7 al 9 novembre 2008 si è tenuta la seconda edizione della regata annuale del Club Náutico Español de Vela (CNEV), organizzata esplicitamente allo scopo di ottemperare al Deed of Gift affinché il CNEV potesse essere ritenuto un valido sfidante. La manifestazione prevedeva due prove al giorno (regate di flotta) e ha visto la vittoria di Alinghi. Oltre al Defender svizzero e a Desafío Español, hanno partecipato all'evento gli italiani di Luna Rossa e gli inglesi di Team Origin.
Nello stesso periodo, veniva annunciata a Parigi la creazione di un'altra manifestazione per imbarcazioni America's Cup Class denominata Louis Vuitton Pacific Series, che si è disputata nelle acque di Auckland dal 30 gennaio al 14 febbraio 2009, con la partecipazione di 10 sindacati, fra cui due italiani (Damiani Challenge, guidata da Vasco Vascotto, e Luna Rossa) e la vittoria finale dei padroni di casa neozelandesi. Alla competizione parteciparono sia Alinghi che Oracle, i quali ebbero quindi modo di scontrarsi anche sull'acqua ben tre volte, con gli svizzeri sempre vincitori.
Visto il successo di quest'ultima competizione, essa si è evoluta in un torneo multi-challenger, denominato Louis Vuitton Trophy, che si è articolato dal novembre 2009 al gennaio 2011 in una serie di cinque eventi organizzati in varie parti del globo.